# Andrzej Grabowski
Andrzej Piotr Grabowski (nacido el 15 de marzo de 1952 en Chrzanów, Polonia ) es un actor, cantante y comediante polaco. Es mejor conocido por interpretar el papel de Ferdynand Kiepski en la serie de televisión The Lousy World.

## Carrera
Grabowski se graduó en la Academia de Artes Dramáticas Ludwik Solski de Cracovia en 1974 y poco después comenzó a actuar en el Teatro Juliusz Słowacki. Dos años más tarde protagonizó la obra Przepraszam, czy tu biją. Durante sus estudios en Cracovia, Grabowski debutó en el largometraje Odejścia, powroty. En películas solo desempeñó papeles secundarios hasta 1989, cuando interpretó a uno de los personajes principales de la película Kapitał, czyli jak zrobić pieniądze w Polsce.
Grabowski ganó gran popularidad en 1999 cuando comenzó a interpretar al personaje principal Ferdynand Kiepski en la serie de televisión The Lousy World. El programa todavía está al aire.
Otras apariciones notables de Grabowski incluyen el vídeo musical de "Pokaż mi niebo", una canción de la banda polaca Feel, y la tercera temporada de la versión polaca del programa de juegos francés Fort Boyard. También es conocido por su doblaje polaco de personajes de películas como Toy Story 3 y Chicken Little.
Grabowski recibió la Medalla al Mérito Cultural «Gloria Artis» en 2007 por su destacada contribución a la cultura polaca.

## Vida personal
Grabowski estaba casado con la actriz Anna Tomaszewska; la pareja se divorció en 2008. El matrimonio produjo dos hijas: Zuzanna y Katarzyna. El yerno de Grabowski (y marido de Zuzanna) es Paweł Domagała.
El 12 de junio de 2009, Grabowski se casó con Anita Kruszewska, una maquilladora de la que se divorció en febrero de 2018. Desde 2020 mantiene una relación con la actriz Aldona Grochal.
Su padrino fue el actor polaco Jan Nowicki.

## Filmografía
- Nadie duerme en el bosque esta noche 2 (2021) .... Waldek Gwizdałun
- Las plagas de Breslavia (2018) .... Fiscal
- Pokot (2017) .... Director
- Na Granicy (2016) .... Konrad
- Demon (2015) .... Padre de Zaneta
- Secret Wars (2014) .... Prior
- Operation H2O (2012) .... Radek Szczemborski
- Skrzydlate świnie (2010) .... Edzio
- Milion dolarów (2010) .... Tomuś
- Piksele (2010) .... Excavador de tumbas
- Lunatycy (2009) (TV) .... Wacław
- Tajemnica Westerplatte (2009) .... Adolf Petzelt
- Od pełni do pełni (2009) .... Kaminski
- Little Moscow (2008) .... Capitán Wolniewicz
- Senność (2008) .... Padre
- Mr. Kuka's Advice (2008) .... Kuka
- Jak żyć? (2008) .... Prisionero
- The Chauffeur (2008) .... Modrak
- Świadek koronny (2007) .... Jaroslaw Kowalik 'Kowal'
- Strike (2006) .... Sobieski
- Dublerzy (2006) .... Leon May
- Wszyscy jesteśmy Chrystusami (2006) .... Amigo bebedor de Adas
- Diabeł (2005) .... Franciszek
- Pitbull (2005) .... Jacek Goc "Gebels"
- Atrakcyjny pozna panią (2004) .... Wacław
- Zróbmy sobie wnuka (2003) .... Maniek Kosela
- Superprodukcja (2003) .... Napoleon
- Jak to się robi z dziewczynami (2002) .... Zenon
- Golden Tears (2002)
- E=mc2 (2002) .... Zając
- Dzień świra (2002) .... Neighbour
- Kariera Nikosia Dyzmy (2002) .... Roman Kiliński
- Hijos de un mismo dios (2001) .... Kluba
- Klinika pod wyrwigroszem (2001) (miniserie) .... Hombre
- The Tale of Mrs. Doughnut (2000) .... Palacz
- Liceum czarnej magii (2000) (TV) .... Tomasz Jarski
- Con sangre y fuego (1999) (como A. Grabowski) .... Noble borracho
- Odwrócona góra albo film pod strasznym tytułem (1999)
- Prostytutki (1998) .... Padre de Ula
- Love Me and Do Whatever You Want (1998) .... Sargento buscando a Sławek
- Sława i chwała (1998) (TV miniseries) .... Golicz
- La ballata dei lavavetri (1998) .... Paweł
- Colonel Kwiatkowski (1995) .... Sacerdote
- Polska śmierć (1995) .... Sargento
- Cudowne miejsce (1994) .... Moon
- Śmierć jak kromka chleba (1994) .... Miner
- Kapitał, czyli jak zrobić pieniądze w Polsce (1990) .... Stefan Sapieja
- Dulscy (1976) .... Trabajador de oficina

### Series de TV
- The Lousy World (1999—2022) .... Ferdynand Kiepski
- Pierwsza miłość (2012) .... Olgierd Kaczmarczyk
- Blondynka (2010) .... Traczyk
- Duch w dom (2010) .... Kazimierz
- Nowa .... Janusz Sochon (1 episodio, 2010)
- Naznaczony .... Puchalik (2 episodios, 2009)
- Ojciec Mateusz .... Coach Sylwester (1 episodio, 2009)
- Tylko miłość .... Max Wolar (26 episodios, 2007–2009)
- Pitbull .... Jacek Goc 'Gebels' (31 episodios, 2005–2008)
- Odwróceni .... Jaroslaw 'Kowal' Kowalik (11 episodios, 2007)
- Ja wam pokażę! (2007) .... Vagabundo
- Hela w opałach .... Policía (1 episodio, 2006)
- Złotopolscy .... Andrzej Złotopolski (2004–2006)
- The Nanny .... Lucjan Furman (1 episodio, 2006)
- Boża podszewka. Część druga (2005) .... Andrzej Jurewicz
- Na dobre i na złe .... Father Kudelko (1 episodio, 2002)
- Der Kapitän .... Eike (1 episodio, 1997)
- Boża podszewka (1997) .... Andrzej Jurewicz
- Spellbinder: Land of the Dragon Lord .... Gan (4 episodios, 1997)

## Doblaje polaco
- 2010: Harry Potter y las reliquias de la Muerte: parte 1 .... Alastor Moody
- 2010: Toy Story 3 .... Lots-O'-Huggin' Bear
- 2009: Gwiazda Kopernika
- 2009: La montaña embrujada .... Burke
- 2008: Space Chimps .... Dr. Jagu
- 2008: Speed Racer .... Dad
- 2007: Enchanted .... Nathaniel
- 2007: Harry Potter y la Orden del Fénix .... Alastor Moody
- 2005: Harry Potter y el cáliz de fuego .... Alastor Moody
- 2005: Chicken Little .... Buck "Ace" Cluck
- 2003: Brother Bear .... Rutt
- 2001: Abrafax i piraci z Karaibów .... Capitán